# بعد الشتات (مسلسل)
بعد الشتات، مسلسل تلفزيوني قطري من 30 حلقة، كتبته وداد الكواري وأخرجه أحمد يعقوب المقلة. وعدد آخر من الفنانين. يتناول المسلسل قضية زواج المواطنة من شخص وافد ويثق فية الأب الكبير للأسرة فيعطية صلاحيات العمل والثقة لامانة وحبة واخلاصة وتنشب الغيرة الشديدة بين راشد ويحي من زواج اخت راشد هند وإعطاء يحي صلاحيات العمل فيطر سالم الكبير نسب ابن يحي علي اسمة مما قد سبب الكتير من المشاكل ويقوم راشد ببعض تزوير الاوراق ليستحوذ علي كل شيء يحدث علي سببها شتات وتفريق الأسرة بالكامل .

## فريق العمل

### تمثيل
| الممثل              | الشخصية  |
| ------------------- | -------- |
| سعاد عبد الله       | هند      |
| عبد العزيز جاسم     | راشد     |
| محمد وفيق           | يحيى     |
| زهرة عرفات          | عائشة    |
| عبد الله عبد العزيز | فهد      |
| بدرية أحمد          | نادية    |
| ناصر محمد البلوشي   | سيف      |
| لطيفة المجرن        | أم هند   |
| لمياء طارق          | أسماء    |
| منى شداد            | لولوة    |
| أحلام حسن           | ندى      |
| يلدا                | سارة     |
| هلال محمد           | أبو راشد |
| عواطف حلمي          | أم يحيى  |
| أحمد عبد الله       | سعد      |
| حورية عرفات         |          |
| حسن إبراهيم         | سامر     |